# Kaukas (mythologie lituanienne)
 (août 2023).
Améliorez-le ou discutez des points à vérifier. 
Kaukas (au pluriel : kaukai) est un esprit de fertilité, de récolte et de richesse dans la mythologie lituanienne. Ils sont décrits comme des créatures barbues de la taille d'une paume. Les gens les nourrissent pour les garder heureux. Les kaukai effectuent divers travaux agricoles et vivent dans les caves, les granges, les abris, les greniers.
Ils sont parfois confondus avec les barstukai, barzdukai, bezdukai et aitvarai. Ils pourraient être comparés aux farfadets dans le folklore français.